# 이리타마고
이리타마고(일본어: 炒り卵)는 달걀을 풀어서 간장, 설탕, 소금 등을 넣고 지진 요리이다.